# Come Over
《Come Over》是南韓女子團體LE SSERAFIM收錄於第五張迷你專輯《HOT》中的歌曲。該曲作為專輯中的第三首歌，由SOURCE MUSIC於2025年3月14日發行，並於3月31日推出與Android合作製作的音樂錄影帶。這首歌帶有夢幻復古風格，融合了Nu jazz與巴薩諾瓦元素，是LE SSERAFIM與英國樂團Jungle攜手創作的作品。

## 背景與發行
2025年2月16日，SOURCE MUSIC宣布LE SSERAFIM將於3月14日推出她們的第五張迷你專輯《HOT》。同時也透露英國樂團Jungle參與了本次專輯的製作。2月21日，專輯預告片《Born Fire》公開；3月3日釋出專輯曲目試聽。3月4日揭曉完整曲目表，確認Jungle的J Lloyd與Lydia Kitto共同創作並製作了〈Come Over〉。這首歌於2024年在洛杉矶錄製。歌曲與專輯一同於3月14日正式發行。3月26日，SOURCE MUSIC宣布與Android合作製作的〈Come Over〉音樂錄影帶將於3月31日公開。

## 曲風與創作
〈Come Over〉由英國樂團Jungle的J Lloyd與Lydia Kitto，還有韓國製作團隊13成員Score與Megatone共同創作與製作。這首歌融合了夢幻復古風格的Nu jazz與巴薩諾瓦，是一首E小調，節奏為每分鐘156拍的歌曲。，歌詞帶有一點曖昧、輕鬆自在又略帶性感的氛圍，描述主角誘惑情人放下拘束，跟著自己一起跳舞。在接受NME專訪時，LE SSERAFIM成員許允眞提到，這首歌的「復古聲響完美融入了這次專輯的概念」，並表示Jungle的音樂風格對她們來說是一種新鮮的融合。

## 曲目
Remixes版本曲目
1. "Come Over" – 2:17
2. "Come Over" (Hyperpop remix) – 2:24
3. "Come Over" (Bossa Nova remix) – 2:34
4. "Come Over" (Funk remix) – 2:24
5. "Come Over" (Sped up version) – 1:49
6. "Come Over" (Slowed + reverb version) – 3:57
7. "Come Over" (Instrumental) – 2:17

## 製作名單
- LE SSERAFIM－主唱[15]
- J Lloyd－製作、鍵盤、吉他、鼓、數位編輯、錄音工程
- Lydia Kitto－製作、鍵盤、吉他、貝斯、和聲、人聲編排
- Score（13）－製作、鍵盤、人聲編排
- Megatone（13）－製作、貝斯、人聲編排
- Timothy Shaan－混音
- Chris Gehringer－母帶後期處理
- 金珉俊－錄音工程
- 金賢秀－錄音工程

## 榜單
| 週榜單（2025年）    | 最高排名 |
| ------------------- | -------- |
| 新西蘭 (RMNZ熱歌榜) | 18       |
| 韓國（Circle數字榜) | 136      |

## 發行歷史
| 發行地區 | 發行日期      | 發行形式              | 版本 | 廠牌          |
| -------- | ------------- | --------------------- | ---- | ------------- |
| 全球     | 2025年3月14日 | 數位音樂下載 串流媒體 | 原版 | Source Geffen |
| 全球     | 2025年3月31日 | 數位音樂下載 串流媒體 | 混音 | Source Geffen |